# U 605
U 605 war ein Unterseeboot des Typs VII C, auch „Atlantikboot“ genannt, das von der deutschen Kriegsmarine während des U-Boot-Krieges im Nordatlantik und im Mittelmeer eingesetzt wurde.

## Technische Daten
Die Hamburger Blohm & Voss Werft fertigte seit Kriegsbeginn für die Kriegsmarine mehrere U-Boot-Typen. Der meistgebaute deutsche Typ war das VII C, von dem Blohm & Voss bis Kriegsende 144 Boote auslieferte. Der sechste Auftrag der Kriegsmarine an die Blohm & Voss Werft umfasste neben U 605 insgesamt zehn Boote, alle vom Typ VII C.
Ein U-Boot dieses Typs hatte eine Länge von 67 m und unter Wasser eine Verdrängung von 865 m³. Es wurde über Wasser von zwei Dieselmotoren angetrieben, die eine Geschwindigkeit von 17 kn erreichten. Unter Wasser gewährleisteten zwei Elektromotoren eine Höchstgeschwindigkeit von 7 kn. Die Artilleriebewaffnung dieser U-Bootklasse war uneinheitlich, aber alle Boote verfügten über vier Bugtorpedorohre und ein Hecktorpedorohr.
Wie viele deutsche U-Boote seiner Zeit trug auch U 605 ein bootsspezifisches Zeichen am Turm, eine umrandete Siegrune auf schwarzem Grund.

## Einsatz und Geschichte
Bis Sommer 1942 war U 605 der 5. U-Flottille unterstellt, einer in Kiel stationierten Ausbildungsflottille. Kommandant Kapitänleutnant Herbert-Viktor Schütze unternahm in dieser Zeit Ausbildungsfahrten in der Ostsee zum Training der Besatzung und zum Einfahren des Bootes. Das Boot lief am 28. Juli zu seiner ersten Unternehmung aus, bei der das Boot im Nordatlantik, bei Färöer und nordwestlich der Neufundlandbank patrouillierte.
Am 3. August torpedierte Schütze einen kleinen Fischdampfer. Das Schiff wurde gegen 17 Uhr nachmittags getroffen und sank unmittelbar darauf. Da der britische Fischdampfer Bombay seit dem 5. August vermisst wurde, konnte nach dem Krieg im Abgleich mit Schützes Aufzeichnungen ermittelt werden, dass es sich hierbei um dasselbe Schiff gehandelt haben musste.
Ende August war U 605 am Angriff auf den alliierten Geleitzug ON 122 beteiligt, der sich auf dem Weg nach Nordamerika befand. Kommandant Schütze feuerte gegen halb zwei Uhr nachts einen Fächerschuss aus sämtlichen Torpedorohren, inklusive Hecktorpedorohr, auf mehrere Schiffe, und versenkte zwei britische Dampfer: die Katvaldis und die Sheaf Mount. Der Besatzung der Katvaldis gelang es größtenteils, sich in die Rettungsboote zu flüchten. 3 Besatzungsmitglieder kamen ums Leben, während 40 gerettet werden konnten. Die Sheaf Mount wurde von einer Explosion zerrissen und brach auseinander, bevor die Rettungsboote zu Wasser gelassen werden konnten. 31 Besatzungsmitglieder kamen dabei ums Leben, während 20 Mann gerettet werden konnten. Die Überlebenden beider Schiffe wurden von dem britischen Passagier- und Frachtdampfer Stockport nach Halifax gebracht, wo sie am 1. September an Land gingen. Schütze meldete, mit seinem Fächerschuss ein weiteres Schiff mit etwa 5000 BRT getroffen zu haben, dieser Erfolg konnte allerdings nicht verifiziert werden

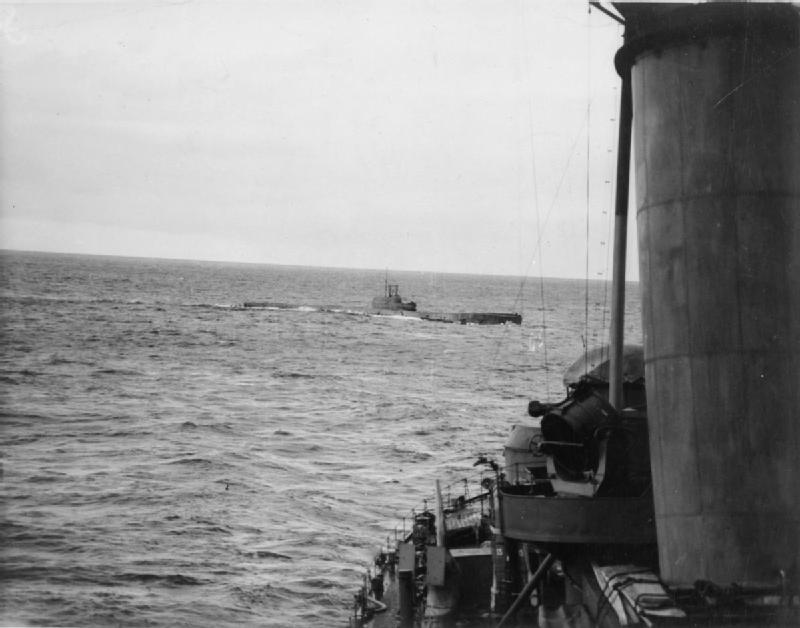
HMS Clyde griff U 605 während des Gibraltardurchbruchs an

Am 1. August wurde das Boot der 9. U-Flottille zugeteilt. Am 4. September lief U 605 in Brest an der nordfranzösischen Atlantikküste ein, wo die Flottille stationiert war. 
Unter dem Kommando von Schütze lief U 605 am 1. Oktober zu einer weiteren Unternehmung aus, in deren Verlauf das Boot die stark bewachte Straße von Gibraltar passierte. Schütze gab später an, bei dieser Gelegenheit habe ein britisches U-Boot auf U 605 gefeuert, das Boot aber verfehlt.  Es handelte sich um die HMS Clyde, ein U-Boot der Thames-Klasse (auch River-Class genannt), die zwei Torpedos auf U 605 gefeuert hatte. Schütze entschloss sich zu tauchen, und das britische Boot mit einem Fächerschuss anzugreifen, der allerdings ebenfalls ohne Folgen blieb. Nach diesem sogenannten „Gibraltardurchbruch“ war das Boot in La Spezia stationiert und gehörte der dortigen 29. U-Flottille an.

## Versenkung
U 605 wurde am 14. November 1942 bei einem Flugzeugangriff durch Wasserbomben versenkt.